# Eupithecia idiopusillata
Eupithecia idiopusillata är en fjärilsart som beskrevs av Inoue 1979. Eupithecia idiopusillata ingår i släktet Eupithecia och familjen mätare. Inga underarter finns listade i Catalogue of Life.